# دیوید بوکر (ورزشکار)
دیوید بوکر (انگلیسی: David Bowker; ۱۵ مارس ۱۹۲۲ – ۱۸ مارس ۲۰۲۰) قایقران اهل بریتانیا بود.